# Djunnoje
Djunnoje (russisch Дюнное, deutsch Ackmenischken, 1938 bis 1945 Dünen, litauisch Akmenišken) ist eine Siedlung im Rajon Slawsk in der russischen Oblast Kaliningrad. Der Ort gehört zur kommunalen Selbstverwaltungseinheit Stadtkreis Slawsk im Rajon Slawsk.
Zu Djunnoje gehört auch das ehemalige Forsthaus Ibenhorst, das russisch zunächst Primorskoje genannt wurde.

## Geographische Lage
Djunnoje liegt im Delta der Memel südlich des Ruß-Stromes.

## Geschichte
Der Ort gehörte 1912 zum Kirchspiel der Kirche Schakuhnen (1938–1945: Schakendorf, heute Lewobereschnoje) und lag zunächst im Kreis Heydekrug (heute Šilutė), später im Kreis Elchniederung der Provinz Ostpreußen.
Im Jahre 1945 kam Ackmenischken bzw. Dünen innerhalb des nördlichen Ostpreußen zur Sowjetunion. Im Jahr 1950 erhielt der Ort die russische Bezeichnung „Djunnoje“ und wurde gleichzeitig in den Dorfsowjet Jasnowski selski Sowet im Rajon Slawsk eingeordnet. Im selben Jahr noch gelangte der Ort in den Lewobereschnenski selski Sowet und gehörte seit 1965 zum Prochladnenski selski Sowet. Von 2008 bis 2015 gehörte Djunnoje zur Landgemeinde Jasnowskoje selskoje posselenije und seither zum Stadtkreis Slawsk.

## Name
Der Name Ackmenischken beschreibt steiniges Gelände und leitet sich von prußisch „akmenis“: Stein, Felsen, Gestein, Brocken bzw. von kurisch „akmins“: Stein ab.

## Söhne und Töchter des Ortes
- Carl Rudolph von Romeick (1855–1933), Reichsgerichtsrat